# Бордюгов, Андрей Алексеевич
Андрей Алексеевич Бордюгов (1922—2003) — полковник Советской Армии, участник Великой Отечественной войны, Герой Советского Союза (1945).

## Биография
Андрей Бордюгов родился 2 февраля 1922 года в селе Терны (ныне — Краматорский район Донецкой области Украины) в рабочей семье. Получил среднее образование. В 1940 году был призван на службу в Рабоче-крестьянскую Красную Армию. В 1943 году окончил военное авиационное училище лётчиков в Ворошиловграде. С 1943 года — на фронтах Великой Отечественной войны. В 1945 году вступил в ВКП(б). К марту 1945 года старший лейтенант Андрей Бордюгов командовал звеном 955-го штурмового авиаполка 305-й штурмовой авиадивизии 15-й воздушной армии 2-го Прибалтийского фронта.
К марту 1945 года Бордюгов совершил 123 боевых вылета на штурмовку скоплений войск противника. 20 февраля 1945 года, когда Бордюгов проводил штурмовку вражеских объектов в районе латвийского города Салдус, самолёт его был повреждён огнём зенитных орудий. Бордюгову удалось долететь до аэродрома и произвести посадку.
Указом Президиума Верховного Совета СССР от 18 августа 1945 года за «образцовое выполнение боевых заданий командования на фронте борьбы с немецко-фашистскими захватчиками и проявленные при этом мужество и героизм» старший лейтенант Андрей Бордюгов был удостоен высокого звания Героя Советского Союза с вручением ордена Ленина и медали «Золотая Звезда» за номером 7975.
После окончания войны Бордюгов продолжал службу в Советской Армии. В 1953 году он окончил Военно-воздушную академию. В 1961—1965 годах служил начальником штаба 1-го гвардейского авиационного полка истребителей-бомбардировщиков (Лебяжье). В 1973 году в звании полковника был уволен в запас. Проживал в Чернигове, умер 1 марта 2003 года. Похоронен на черниговском Яцевском кладбище.
Был также награждён тремя орденами Красного Знамени, двумя орденами Отечественной войны 1-й степени, двумя орденами Красной Звезды, а также рядом медалей. На доме, где жил Бордюгов, установлена мемориальная доска.